# Time (entreprise)
Pour les articles homonymes, voir Time.
Time Inc. est une société de presse américaine, fondée en 1922 par Briton Hadden et Henry Luce. Elle faisait partie du groupe Time Warner, vendu en 2017 à Meredith Corporation.
Parmi les 22 magazines édités par Time Inc., on peut citer Time Magazine, People, Entertainment Weekly ou Fortune. Entre 1961 et 2003, la division Time Life (en) proposait des disques et des livres.
La société édite et gère également 25 sites web dont People.com ou Life.com.

## Historique
Le 1er octobre 2013, Time Inc. achète le magazine Travel + Leisure à American Express. 